# Perla Beltrán
Perla Beltrán (Culiacán, 30 settembre 1986) è una modella messicana, seconda classificata a Miss Mondo 2009.

## Carriera
Prima di partecipare a Nuestra Belleza México, Perla Beltrán aveva partecipato al concorso Miss Terra Messico nel 2007 e si era classificata al secondo posto con il titolo di Miss Aria. Un anno dopo, la ventunenne Beltrán ha rappresentato lo stato di Sinaloa nel concorso di bellezza nazionale del Messico, Nuestra Belleza México 2008, tenuto a Monterrey il 20 settembre. Perla Beltrán non vince, ma viene scelta come rappresentante per Miss Mondo.
In occasione del concorso di Miss Mondo 2009, in qualità di rappresentante ufficiale del Messico, la Beltrán vince il titolo di Miss Mondo Top Model, che le permette di avanzare direttamente alle semifinali. Successivamente la Beltrán ottiene il titolo di Miss Mondo America e si classica al secondo posto del concorso il 12 dicembre 2009.
Nel 2010, è stata incoronata Miss Grand Slam 2009 dal sito Globalbeauties.com e Queen of the World Cup, un riconoscimento non ufficiale e non collegato ne alla FIFA ne a Miss Mondo, assegnatole dal sito Missosology.com.